# 황령대로
황령대로(Hwangnyeong-daero Road, 荒嶺大路, 부산광역시도 제24호선의 일부)는 부산광역시 부산진구 범천동 범내골 교차로와 남구 대연동 도시가스 교차로를 잇는 부산광역시의 도로이다. 황령터널을 통해 황령산을 관통하기 때문에 황령로라 불렸다가 도로명주소 정비로 지금과 같은 황령대로로 이름이 변경되었다. 전 구간 부산광역시도 제24호선으로 지정되어 있다.

## 연혁
- 2009년 7월 8일 : 2개 이상 구·군에 걸쳐 있는 도로로 황령대로를 고시[1]

## 주요 경유지
부산광역시
- 부산진구 (범천동 · 전포동) - 남구 (문현동 · 대연동 · 남천동 · 대연동)

## 노선
| 이름                        | 접속 노선 | 소재지     | 소재지   | 비고                                        |
| --------------------------- | --- | ---------- | -------- | ------------------------------------------- |
| 범내골 교차로 (범내골역)    | 부산광역시도 제61호선 (중앙대로) 부산광역시도 제7101호선 (범일로)                                               | 부산광역시 | 부산진구 | 시점 대연동 방면 일방통행                   |
| 범4호교 (범내골 나들목)     | 부산광역시도 제22호선 (동서고가로) 남동천로 동천로 중앙대로644번길 황령대로30번길                               | 부산광역시 | 부산진구 | 동서고가로 진입 불가 남동천로 진입 불가     |
| 문전 교차로 (문전지하차도)  | 부산광역시도 제71호선 (전포대로) 신천대로                                                                       | 부산광역시 | 부산진구 |                                             |
| 황령 나들목                 | 부산광역시도 제22호선 (동서고가로)                                                                              | 부산광역시 | 부산진구 | 대연동 방면 진출 불가 범내골 방면 진입 불가 |
| (황령터널입구)              | 봉수로 | 부산광역시 | 부산진구 | 대연동 방면 진입 불가 범내골 방면 진출 불가 |
| 황령터널                    | | 부산광역시 | 부산진구 | 연장 1,860m                                 |
| 황령터널                    | 남구 | 부산광역시 |          | 연장 1,860m                                 |
| 황령 요금소                 | | 부산광역시 | 폐쇄     |                                             |
| 대연 나들목                 | 부산광역시도 제11호선 (번영로)                                                                                  | 부산광역시 |          |                                             |
| (이름 없음)                 | 수영로325번길                                                                                                   | 부산광역시 |          |                                             |
| 대남 교차로 (대남지하차도)  | 부산광역시도 제20호선 (수영로)                                                                                  | 부산광역시 |          |                                             |
| 도시가스 교차로 (49호 광장) | 부산광역시도 제66호선 (신선로) (광안대로) 부산광역시도 제2401호선 (광안해변로) 부산광역시도 제6604호선 (분포로) | 부산광역시 | 종점     |                                             |

## 주요 건물 및 시설
- 부산상공회의소 (부산광역시 부산진구 황령대로 24)
- 메가마트 남천점 (부산광역시 남구 황령대로 521)